# Leslie (Georgia)
Leslie – miasto w Stanach Zjednoczonych, w stanie Georgia, w hrabstwie Sumter.